# Seskarö

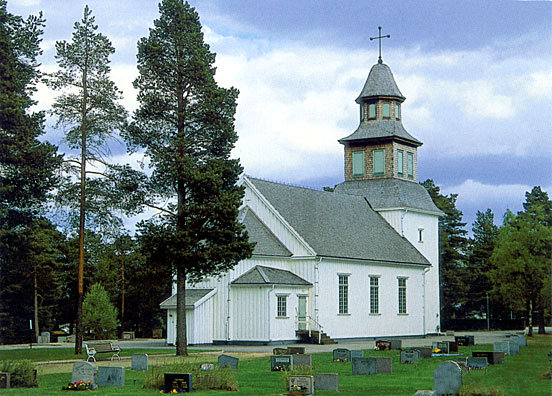
Schwedische Kirche Seskarö

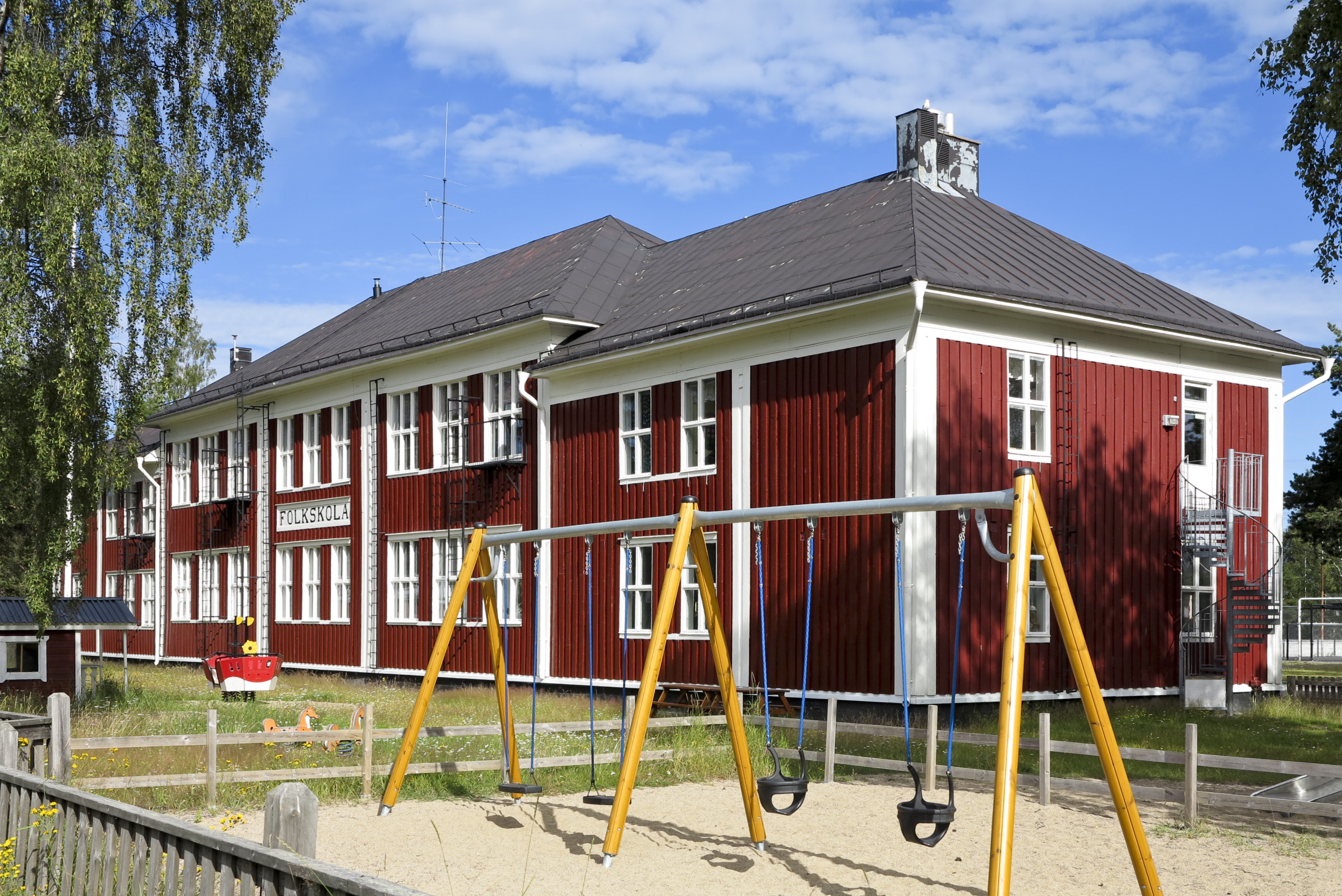
Seskarö: Schule

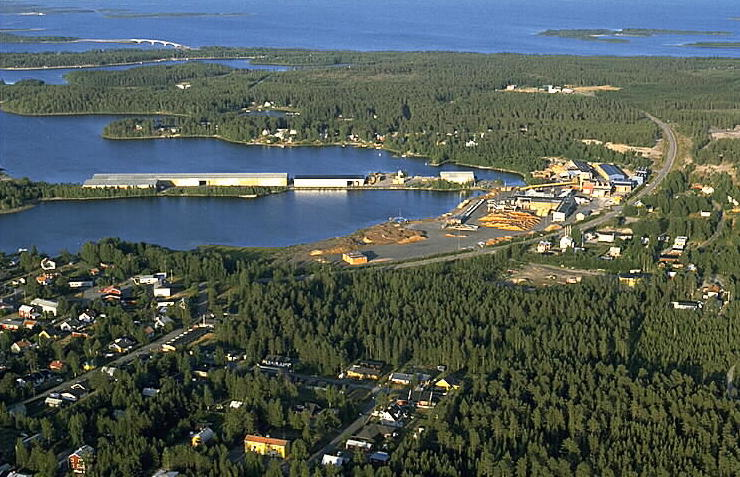
Seskarö, Luftbild: Im Vordergrund links das Ortszentrum, im Mittelgrund das stillgelegte Sägewerk und im Hintergrund die Brücke

Seskarö (finnisch: Seittenkaari) ist eine zu Schweden gehörende Insel im Bottnischen Meerbusen im Archipel Haparanda. Die Insel gehört zur Gemeinde Haparanda und ist seit 1978 über eine Straßenbrücke an das Festland angeschlossen. Auf der Insel leben ca. 500 Einwohner, außerdem gibt es viele Ferienhäuser. Zum Ort gehören eine Schule, ein Sportgelände, das Restaurant Wärdshus und ein Campingplatz (nur im Sommer geöffnet). Das Sägewerk, das als Arbeitgeber wichtig ist, war seit ca. 2012 geschlossen, wurde jedoch im Herbst 2020 wieder in Betrieb genommen.